# Агентство печати «Новости»
Агентство печати «Новости» (АПН) — советское информационное агентство, образованное в 1961 году на основе Совинформбюро. Стало ведущим информационным и публицистическим органом советских общественных организаций. Основная задача АПН — внешнеполитическая пропаганда (в первую очередь формирование положительного образа Страны Советов, советского человека и советского образа жизни).

## История
Учредителями АПН были Союз журналистов СССР, Союз писателей СССР, Союз советских обществ дружбы и культурных связей с зарубежными странами и общество «Знание». 3 апреля 1961 года был принят устав агентства. В соответствии с уставом АПН имело своей целью «распространение за рубежом правдивой информации о СССР и ознакомление советской общественности с жизнью народов зарубежных стран».
Основной темой была внешняя политика государства, политика разоружения и т. п. Советские пропагандистские тексты, особенно газетные статьи и передовицы, были не очень просты для перевода, в них, как правило, содержалось немало цитат из классиков марксизма-ленинизма, которые было желательно не переводить, а найти и процитировать по уже имевшимся изданиям классиков на иностранных языках. Переводились информационные подборки, очерки, статьи, комментарии, отрывки из художественной литературы, поэзии и даже сказки для детских страничек в зарубежных изданиях АПН.
К первому отряду космонавтов СССР был прикреплён фотограф агентства Игорь Снегирёв. Самая знаменитая фотография Игоря Снегирева — Гагарин с Королёвым сидят на лавочке. По утверждению сына фотографа, российского журналиста Юрия Снегирёва, «снимок украшает рабочий стол нынешнего генерального конструктора. Висел в рамочке на станции „Мир“, пока её не затопили».
В 1963 году Георгием Большаковым создан отдел теле- и киноновостей, преобразованный позднее в Главную редакцию телеинформации (ГРТИ) АПН под руководством Анатолия Богомолова.
Представительства АПН находились в более чем 120 странах мира. Агентство издавало 60 иллюстрированных газет и журналов на 45 языках мира разовым тиражом 4,3 млн экземпляров. Издательство АПН выпускало более 200 книг и брошюр общим тиражом около 20 млн экземпляров в год.
В 1980 году, после Олимпиады, АПН переехало в новое здание на Зубовском бульваре. В новом здании появились электрические пишущие машинки, новые быстрые телетайпы, а также первые компьютеры (немецкие «Роботроны» и венгерские «Видеотоны»), которые дали возможность первыми в Москве перевести картотеку агентства в электронный вид).
27 июля 1990 года на базе АПН было создано Информационное агентство «Новости» (ИАН). Представительства ИАН располагались в 120 странах. Агентство издавало 13 иллюстрированных журналов и газет. В сентябре 1991 года ИАН было преобразовано в Российское информационное агентство «Новости» (РИА «Новости»). Федеральное государственное унитарное предприятие «Международное информационное агентство „Россия сегодня“» (ФГУП МИА «Россия сегодня») — российское информационное агентство создано 9 декабря 2013 года указом президента России Владимира Путина на базе ликвидированного тем же указом информационного агентства «РИА Новости».

## Руководители АПН
| Начало | Конец | ФИО                       |
| ------ | ----- | ------------------------- |
| 1961   | 1970  | Борис Сергеевич Бурков    |
| 1970   | 1975  | Иван Иванович Удальцов    |
| 1975   | 1983  | Лев Николаевич Толкунов   |
| 1983   | 1986  | Павел Алексеевич Наумов   |
| 1986   | 1988  | Валентин Михайлович Фалин |
| 1988   | 1990  | Альберт Иванович Власов   |

## Интересные факты
Во времена СССР, используя статус журналиста агентства, иногда работали советские разведчики:
- Георгий Большаков, создатель отдела теле- и киноновостей — полковник ГРУ[2];
- под прикрытием АПН в США в конце 1980-х — начале 1990-х годов работал полковник ГРУ Станислав Лунёв, завербованный позже американскими спецслужбами[6];
- в 1980-х годах в Польше в бюро АПН в качестве журналиста работал сотрудник ПГУ КГБ СССР Григорий Якимишен[7];

В АПН имелась Главная редакция политических публикаций, работавшая на правах отделения Службы «А» ПГУ КГБ СССР.
Критический взгляд на АПН как на орган советской дезинформации и активных мероприятий и организацию прикрытия деятельности КГБ был представлен перебежчиком из АПН Юрием Безменовым, публиковавшимся в США под псевдонимом Томас Шуман, в книгах «Всемирная полиция мыслей» и «Нет „Новостей“ — хорошие новости».